# 马尔菲诺区
马尔菲诺区（俄語：район Марфино）是莫斯科东北行政区的一区，面积2.26平方公里，人口36,742人。弗拉德基诺站、环形线站和奥斯坦金诺站位于本区内。